# Eucalyptus salmonophloia

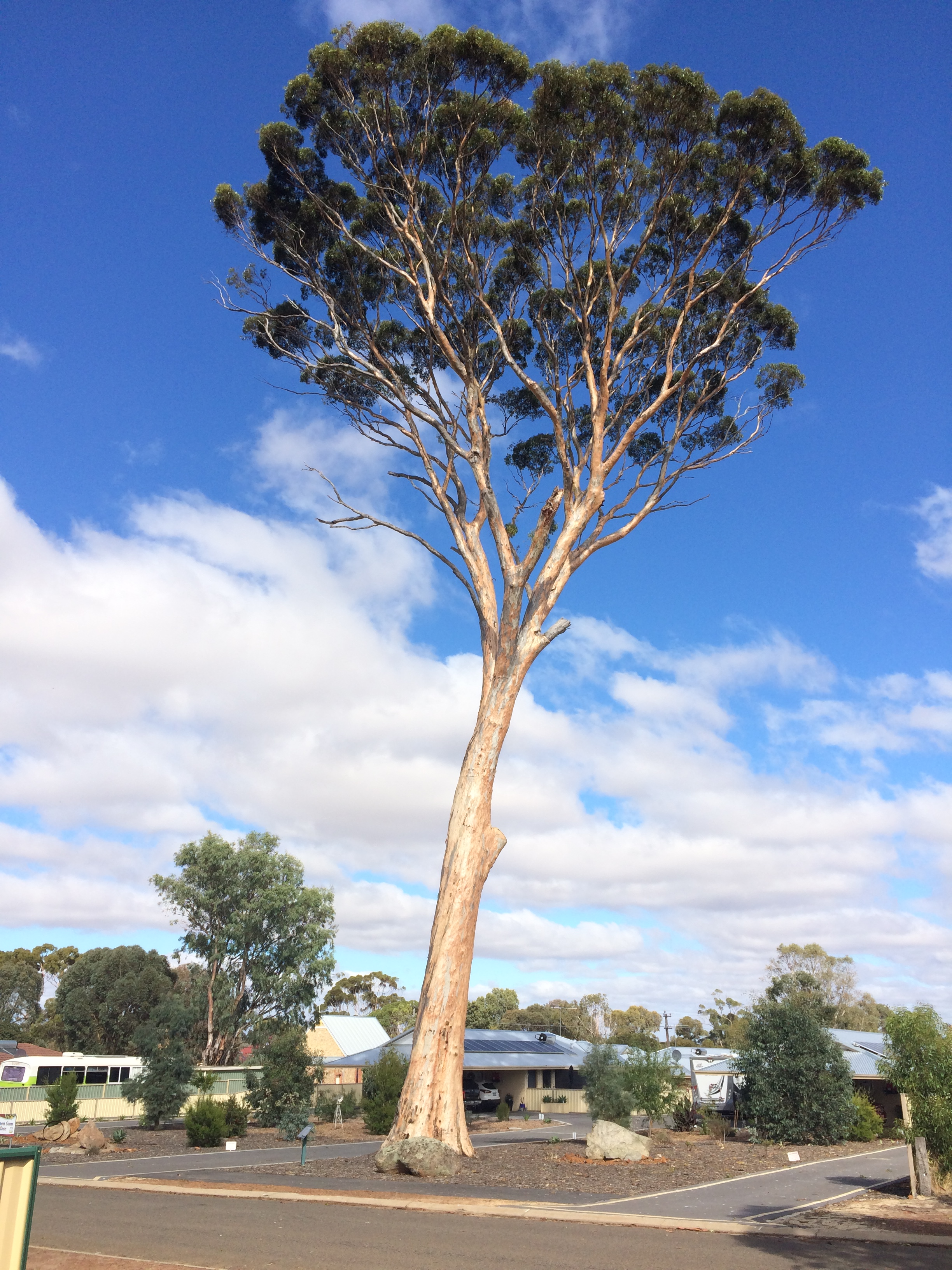
Eucalyptus salmonophloia em en.

O Eucalyptus salmonophloia:56:57 é uma espécie de árvore de pequeno a médio porte que é endêmica da Austrália Ocidental. Possui casca lisa, folhas adultas estreitas em forma de lança a curvas, gomos de flores em grupos de nove a treze, flores brancas cor creme e frutos hemisféricos.
A espécie foi descrita pela primeira vez pelo botânico Ferdinand von Mueller em 1878, em seu livro Fragmenta Phytographiae Australiae, usando amostras coletadas por Ernest Giles perto de Victoria Springs, localizada a aproximadamente 200 km a leste de Kalgoorlie-Boulder, no Grande Deserto de Victoria.
A distribuição da árvore se estende pelas regiões de Murchison [en], Mallee, Esperance Plains e Coolgardie até o leste do Grande Deserto de Victoria. Nas áreas ocidentais, há apenas populações remanescentes, que se estendem das áreas de York e Northam [en] para o sul, até as proximidades de Jerramungup [en], principalmente como resultado de práticas agrícolas. As ocorrências do leste são muito menos perturbadas e se estendem até Cundeelee [en] ao norte, ao redor da área de Mt Gibson e ao redor de Salmon Gums [en] no sul.
O E. salmonophloia está listado como não ameaçado pela Lei de Conservação da Vida Selvagem da Austrália Ocidental de 1950, de acordo com o Departamento de Parques e Vida Selvagem da Austrália Ocidental. É reconhecida como espécie vulnerável pela União Internacional para a Conservação da Natureza (IUCN) a partir de 2019, como resultado de sua população severamente fragmentada.

## Descrição
O Eucalyptus salmonophloia é uma árvore que tipicamente atinge uma altura de 4 a 30 m e uma largura de 8 a 10 m e não forma um lignotúber. A árvore tem um enraizamento bastante raso com raízes que se espalham radialmente a uma grande distância da base da árvore, embora as raízes sejam profundas o suficiente para tornar a árvore resistente à seca.:62:64 Árvores mais altas podem ter troncos de até 12 m de comprimento. Gomos epicórmicos podem ser produzidos mais acima no caule, permitindo que a árvore rebrote após um incêndio. É uma árvore de forma ereta e tem uma copa em forma de guarda-chuva. A copa da árvore pode se estender por até 30 m e fornecer sombra em uma ampla área. Possui casca lisa cinza-prateada pálida, bastante espessa e friável, que se desprende em placas ou flocos para revelar uma nova casca de cor salmão. A casca cinza-prateada geralmente é encontrada no inverno e na primavera, enquanto a casca cor de cobre é mais predominante no outono e no verão.:26 Os galhos não têm glândulas de óleo presentes na medula. As mudas e o crescimento da talhadia têm hastes de seção transversal circular.
As plantas jovens têm folhas verde-acinzentadas a verdes, em forma de ovo a amplamente em forma de lança, com 70-90 mm de comprimento e 12-30 mm de largura e pecioladas. As folhas das plantas mais jovens são dispostas em pares opostos nos primeiros dez nós e, em seguida, têm uma disposição alternada no restante. As folhas adultas são dispostas alternadamente, com o mesmo tom de verde brilhante em ambos os lados. Elas são estreitas, em forma de lança a curvas, com 60 a 120 mm de comprimento e 6 a 17 mm de largura, afinando para um talo de folha com 7 a 20 mm de comprimento e são bastante perfumadas. As folhas têm reticulação densa com veias laterais fracas encontradas em um ângulo de 30° a 40° em relação à nervura central. A veia intramarginal é encontrada a cerca de 1 mm da borda da margem da folha. As glândulas de óleo nas folhas estão situadas nas interseções das nervuras. A aparência verde-escura e polida das folhas é específica dessa espécie na área em que é encontrada. As folhas transpiram pelos estômatos continuamente durante o ano, mesmo em épocas de seca.:64:65 
A árvore floresce no verão, entre novembro ou dezembro e março, mas também foi vista florescendo em maio e entre agosto e outubro. A floração ocorre aproximadamente a cada três anos. As inflorescências têm flores de cor branco-creme. Os gomos florais axilares estão dispostos nas axilas das folhas em grupos de nove a treze em um pedúnculo não ramificado de 4 a 13 mm de comprimento, os gomos individuais em pedicelos de 2 a 4 mm de comprimento. Os gomos maduros são ovais a esféricos, com 4-7 mm de comprimento e 3-4 mm de largura. A caliptra do gomo da flor é formada pela fusão das sépalas e se abre quando madura para expor os órgãos reprodutivos. A caliptra é cônica a arredondada e tem cicatrizes. Os estames são dobrados irregularmente e têm anteras de formato esférico a cúbico, presas na base, que se espalham ao longo de fendas. O estigma rombudo está no topo de um estilete longo e reto. Na base do estigma há três lóculos, cada um contendo quatro fileiras de óvulos dispostos verticalmente.
O fruto é uma cápsula lenhosa e hemisférica de 3 a 5 mm de comprimento e 4 a 5 mm de largura, com um hipanto hemisférico ou obcônico de 2 a 3 mm de comprimento e 3 a 4 mm de largura, com três válvulas salientes, mas frágeis. As cápsulas geralmente permanecem no local até o verão seguinte ou mais, cada cápsula contendo cerca de 600 sementes viáveis por grama. As sementes de cor marrom têm formato de ovo achatado com superfície lisa e comprimento de 0,8 a 2 mm. As árvores são capazes de reter frutos com sementes por até seis anos. As sementes podem suportar ciclos de umedecimento e secagem; no entanto, sementes úmidas deixadas em baixas temperaturas podem germinar, mas geralmente não sobrevivem. As árvores Eucalyptus salmonophloia pertencem a um grupo de eucaliptos que requerem um evento catastrófico para causar a queda de um grande número de sementes.
A espécie tem um número de cromossomos haploides de 12.
O Eucalyptus salmonophloia se parece muito com o Eucalyptus salicola [en], ambos com hábito semelhante e casca cor salmão; no entanto, o E. salmonophloia se diferencia por suas folhas juvenis em forma de ovo ou de lança e gomos esféricos. O Eucalyptus salicola também é capaz de tolerar um habitat salino.

## Taxonomia e nomeação
O Eucalyptus salmonophloia foi descrito formalmente pela primeira vez pelo botânico Ferdinand von Mueller em 1878, em seu livro Fragmenta Phytographiae Australiae, com base em amostras coletadas por Ernest Giles nas proximidades de Victoria Springs. O epíteto específico refere-se à casca de cor salmão.
Os povos Noongar conhecem a árvore como wurak ou weerluk ou woonert. Os povos Ngadju, mais a leste, conhecem a árvore como marrlinja.:56:57
Dois síntipos e um isótipo são mantidos nos Reais Jardins Botânicos de Kew. Os síntipos foram coletados por James Drummond [en]. As notas sobre as amostras indicavam que a amostra havia estado no Herbário Hookerianum em 1867 e foi inicialmente identificada como Eucalyptus leptopoda [en]. O isótipo foi coletado por C. Giles em 1884 na parte superior do rio Swan.
Três outros síntipos são mantidos no Herbário Nacional de Victoria [en], todos coletados por Ferdinand von Mueller. Um foi coletado em 1877 no curso superior do rio Swan, outro em 1887 perto de York e o terceiro no mesmo ano, mas fora de York.
A árvore faz parte do subgênero Symphyomyrtus e da seção Bisectae e pertence à subseção Destitutae. Os membros dessa subseção têm gomos com duas caliptras e não têm glândulas de óleo na medula dos ramos. O E. salmonophloia não tem parentes próximos na subseção Destitutae. É a única espécie pertencente à série Salmonophloiae. Ela tem semelhanças superficiais com a série Subulatae, mas o fruto do E. salmonophloia tem válvulas largas sobre o ovário raso, o que a distingue das espécies dessa série, todas com ovários profundamente afundados.

## Distribuição e habitat

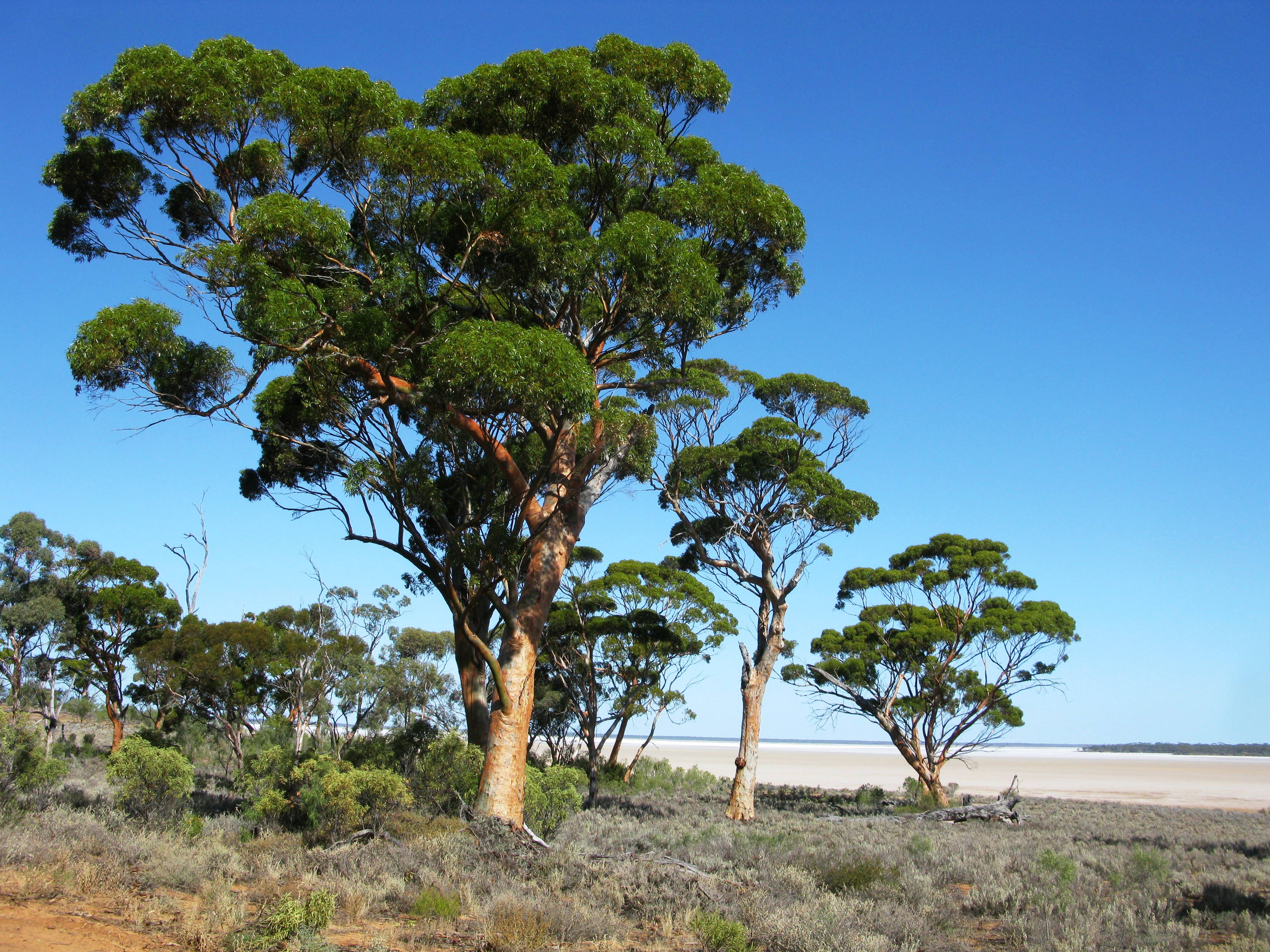
Eucalyptus salmonophloia ao redor do Lago Hope, perto de Norseman.

Encontrada em grandes comunidades florestais, a E. salmonophloia é encontrada no sul da região de Wheatbelt e Goldfields-Esperance da Austrália Ocidental. Ocorre nas seguintes regiões do IBRA: das planícies de areia de Geraldton, no noroeste, estendendo-se para o sul no Avon Wheatbelt e para a região da floresta de Jarrah. A área de distribuição se estende pelas regiões de Murchison, Mallee, Esperance Plains e Coolgardie até o leste do Grande Deserto de Victoria. Nas áreas ocidentais, há apenas populações remanescentes, que se estendem das áreas de York e Northam para o sul até as proximidades de Jerramungup, principalmente como resultado de práticas agrícolas. As ocorrências do leste são muito menos perturbadas e se estendem até Cundeelee, ao norte, ao redor da área de Mt Gibson e ao redor de Salmon Gums, ao sul. A árvore geralmente domina essas comunidades, formando um dossel superior esparso. Encontrada crescendo em vales amplos, planícies e colinas baixas em áreas que recebem apenas 250 milímetros de chuva por ano, ela cresce em solos argilosos alcalinos, argila vermelha e solos arenosos vermelhos, muitas vezes com cascalho. Ela é encontrada em solos de granito nas áreas ocidentais e em solos calcários nas áreas orientais.
O E. salmonophloia é encontrado crescendo no clima mediterrâneo do sudoeste da Austrália Ocidental e se estendendo para o leste em uma área de clima semiárido. Ele é encontrado em um gradiente de precipitação de 500 mm por ano no oeste, perto de York, até cerca de 200 mm ao norte de Zanthus [en].:26
Ele é capaz de crescer em solos moderadamente salinos e pode tolerar níveis de salinidade de <1.0000 mS/m.
A árvore pode ser encontrada em povoamentos puros ou misturada com outras espécies de eucalipto, especialmente Eucalyptus salubris [en], Eucalyptus transcontinentalis [en] e Eucalyptus longicornis [en], ou como remanescentes como parte de comunidades de mallee ou de florestas baixas.:27 As espécies associadas incluem Eucalyptus salubris, Eucalyptus longicornis, Eucalyptus wandoo e Eucalyptus loxophleba [en] no sub-bosque e uma enorme variedade de espécies em outras áreas, incluindo Acacia erinacea, Templetonia sulcata, Melaleuca acuminata [en], Santalum acuminatum, Sclerolaena diacantha [en], Rhagodia drummondii, Austrostipa trichophylla e Rumicastrum calyptratum [en].
A árvore foi introduzida no Marrocos e no Paquistão.

## Ecologia

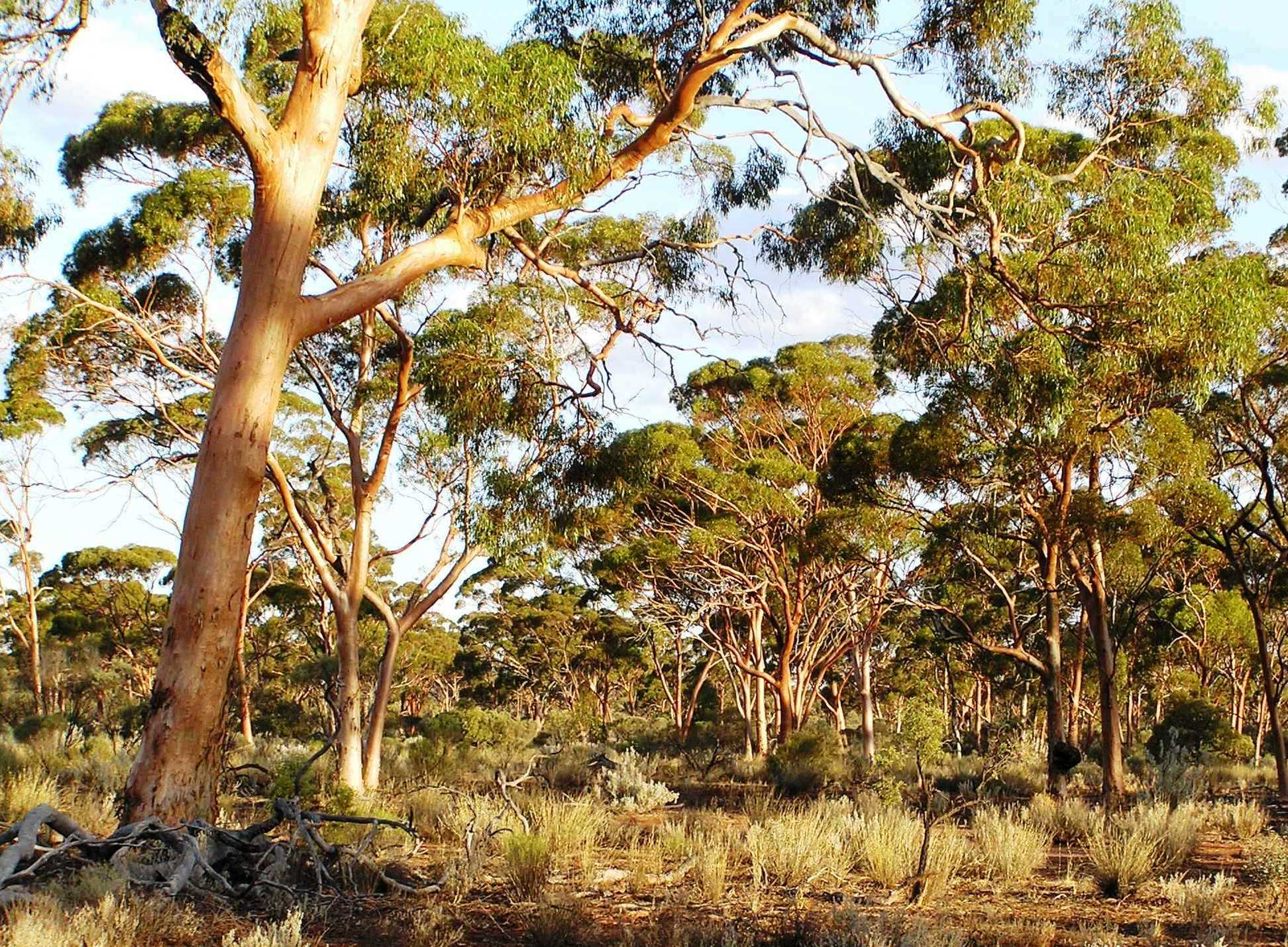
Floresta de Eucalyptus salmonophloia.

O Eucalyptus salmonophloia está listado como não ameaçado pela Lei de Conservação da Vida Selvagem da Austrália Ocidental de 1950, de acordo com o Departamento de Parques e Vida Selvagem da Austrália Ocidental. Em 2019, era reconhecido como espécie vulnerável pela União Internacional para Conservação da Natureza (IUCN), como resultado de sua população gravemente fragmentada. As florestas de eucalipto da região do Wheatbelt da Austrália Ocidental, das quais o Eucalyptus salmonophloia é considerado uma espécie de planta importante, foram listadas como em perigo crítico em dezembro de 2015,:1 de acordo com a Lei de Proteção Ambiental e Conservação da Biodiversidade de 1999.:A2
A área de distribuição da árvore já foi estimada em mais de 287.718 km², mas agora é estimada em 182.713 km²; o declínio na área do habitat foi atribuído ao desmatamento para fins agrícolas.
Essa espécie de eucalipto é conhecida por ter uma vida útil de mais de 150 anos e tem uma taxa de crescimento moderada. Os povos Ngadju que habitavam a Great Western Woodland raramente queimavam florestas antigas de E. salmonophloia, sabendo que levaria séculos para que a área se recuperasse completamente.:A55 
Na Great Western Woodland, foram identificados dois tipos de florestas de E. salmonophloia:
- Comunidades de Eucalyptus salmonophloia e Eremophila ionantha [en], juntamente com uma mistura de espécies de outras famílias. Elas estão localizadas mais nas áreas central e sul da floresta. Geralmente são encontradas em áreas de declive médio com solos arenosos, com chuvas mais consistentes e temperaturas mais frias.

- Comunidades de Eucalyptus salmonophloia e Maireana sedifolia [en] são encontradas em áreas mais áridas no norte das florestas e são compostas por outras espécies que são, em sua maioria, da família Amaranthaceae.[25]:A34

Outros tipos de comunidades de E. salmonophloia incluem:
- Comunidades de Eucalyptus salmonophloia e Melaleuca pauperiflora [en], que são encontradas tanto no Wheatbelt quanto no leste.

- Comunidades de Eucalyptus salmonophloia e Atriplex semibaccata [en] situadas em áreas a noroeste do Wheatbelt.

- Comunidades de Eucalyptus salmonophloia e Templetonia sulcata encontradas nas partes sudoeste do Wheatbelt, onde a precipitação anual é mais alta.[25]:A34

As cavidades em árvores vivas ou mortas com circunferência a altura do peito superior a 300 mm são uma área de nidificação conhecida para seis espécies de cacatuas-negras, duas das quais são espécies em perigo de extinção, incluindo a cacatua-negra-de-carnaby. As aves usam esses locais, quando situados em bosques ou florestas, como habitat de reprodução. As cacatuas-negras-de-carnaby também são conhecidas por usar as flores e sementes como fonte de alimento.
Os troncos ocos dessas árvores encontrados no solo são usados como habitat pelas equidnas na região de Wheatbelt.

### Destruidores
O E. salmonophloia atua como planta hospedeira da espécie parasita de visco Amyema miquelii [en].:82 É mais provável que o visco ocorra em fragmentos maiores de floresta de E. salmonophloia do que em fragmentos menores. Descobriu-se que as áreas abertas ao pastoreio não contêm visco, portanto, acredita-se que o pastoreio modifica o habitat, tornando-o inadequado para o visco, ou que os pássaros frugívoros, capazes de dispersar as sementes de visco, não estão presentes, pois o sub-bosque arbustivo foi removido.
A árvore é conhecida por ser resistente à morte causada pelo fungo Phytophthora cinnamomi.:A56 
Se os frutos da planta caírem no chão após serem perturbados por pássaros ou insetos, eles estarão sujeitos à destruição ou predação por formigas.

### Polinizadores
O E. salmonophloia é polinizado por uma variedade de insetos que são recompensados com pólen e néctar; esses insetos incluem abelhas-europeias, abelhas nativas, moscas, vespas, borboletas, mariposas e besouros.
Outros polinizadores observados incluem duas espécies de melifagídeos, o loriquito-de-coroa-púrpura [en] (Parvipsitta porphyrocephala) e uma abelha do gênero Euryglossine [en]. Acredita-se que o número de polinizadores de pássaros seja subestimado.

### Polinização
Populações grandes e não fragmentadas de E. salmonophloia produziram aproximadamente o mesmo número de sementes por cápsula que populações menores fragmentadas. O peso da semente, a germinação da semente, a sobrevivência das mudas e o vigor das mudas no primeiro ano são independentes da fragmentação ou do tamanho da população. Os dados coletados sugerem que o aumento da fragmentação e o tamanho menor da população podem reduzir a qualidade e/ou a quantidade de pólen, de modo que a produção de sementes também é reduzida, mas não foram registrados efeitos de adequação na maturação das sementes. Acredita-se que a resiliência da aptidão para a maturação de sementes em populações menores e fragmentadas resulte de um amplo cruzamento de pólen de longa distância dispersado por pássaros entre as populações ou de uma seleção zigótica mais eficiente nos frutos, de modo que apenas as sementes mais altamente superadas sejam capazes de amadurecer.
Como essas árvores têm vida longa e são grandes, acredita-se que elas provavelmente sejam predominantemente cruzadas e tenham um sistema de acasalamento misto.

## Usos
A madeira produzida pelo E. salmonophloia é conhecida por sua durabilidade e é usada para fazer dormentes de trem e suportes de poços de mineração. Historicamente, o setor de mineração cortava a árvore para usá-la na construção e como fonte de combustível e, juntamente com duas espécies de Acacia, acredita-se que ela tenha permitido o desenvolvimento das minas de ouro. Como combustível, ela tinha a vantagem de poder ser queimada imediatamente em caldeiras, ao contrário de outras madeiras de lei que precisavam ser secas por meses antes de serem queimadas. Acreditava-se também que as cinzas continham mais potassa do que outras madeiras. Em 1922, o departamento florestal da Austrália Ocidental promoveu a madeira muito densa como a segunda mais forte da Austrália. Ela ainda é comumente usada em fogueiras e é uma excelente lenha. É uma espécie excelente para áreas de reabilitação e para áreas que requerem estabilização do solo, pois é tolerante à seca, resistente à geada, de crescimento rápido e capaz de crescer em solos pobres. O cerne da árvore é de textura fina e densa, com uma cor avermelhada a marrom-avermelhada escura, e tem um potencial considerável para uso em móveis de alto valor, pisos, painéis, madeira para artesanato e em instrumentos musicais, como pontas de flauta. Os artesãos classificam a madeira como boa para torneamento, usinabilidade, perfuração, fixação de parafusos, estabilidade, lixamento, colagem e acabamento. O fluxo de mel para apicultura é relatado de dezembro a março. O mel produzido é claro e fino e as abelhas naturalizadas podem usar troncos ocos de árvores como local para uma colmeia.
A densidade da madeira verde é de aproximadamente 1160 kg/m³ e a densidade seca ao ar é de aproximadamente 1040 kg/m³.
Como em muitas espécies de eucalipto, as folhas são uma boa fonte de óleos essenciais, sendo que o E. salmonophloia pode produzir até 3,6% de óleo a partir de sua folhagem, que pode conter até 77% de eucaliptol.

## Galeria

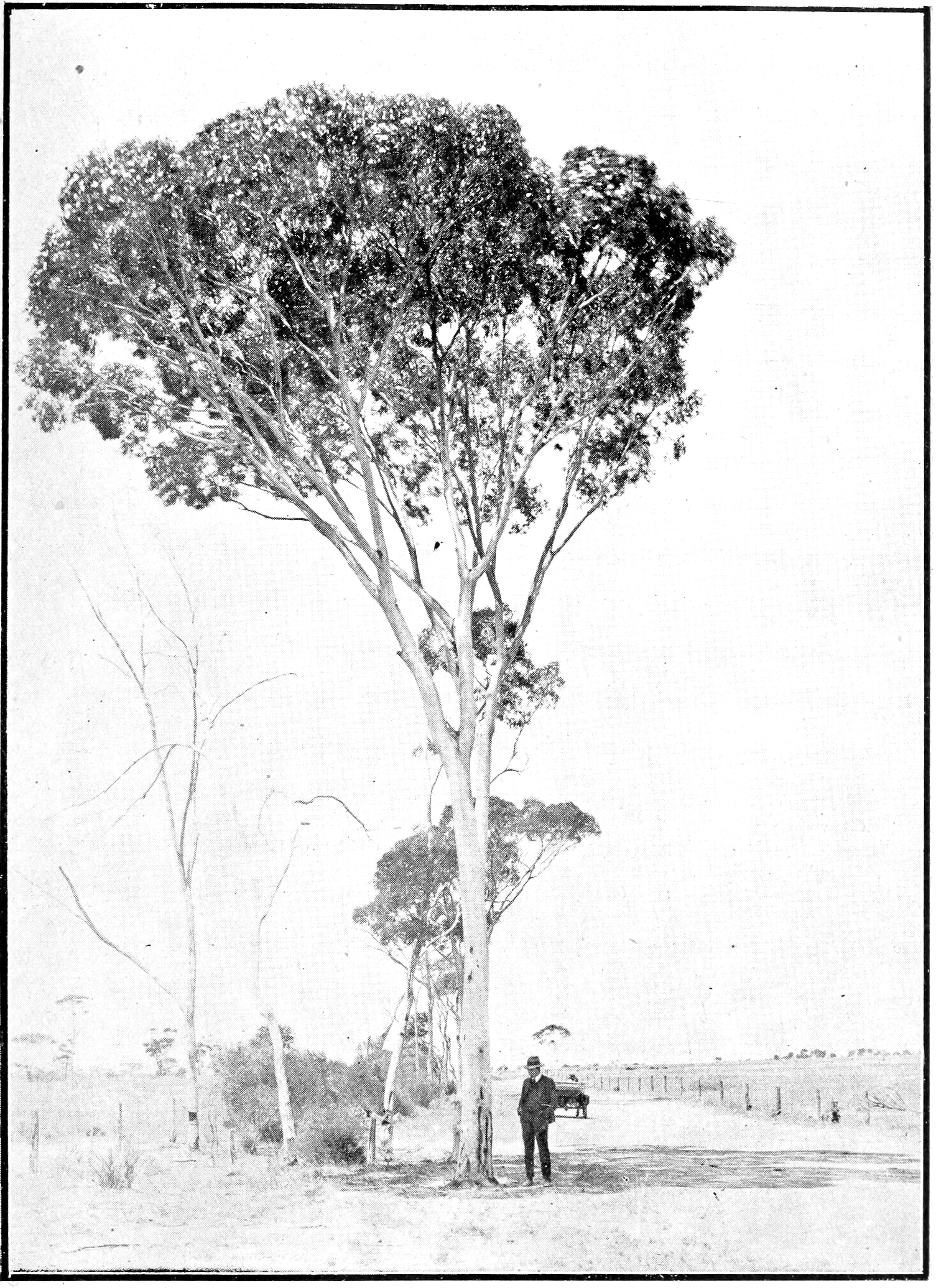
Grande espécime com homem à direita na beira da estrada, por volta de 1920.
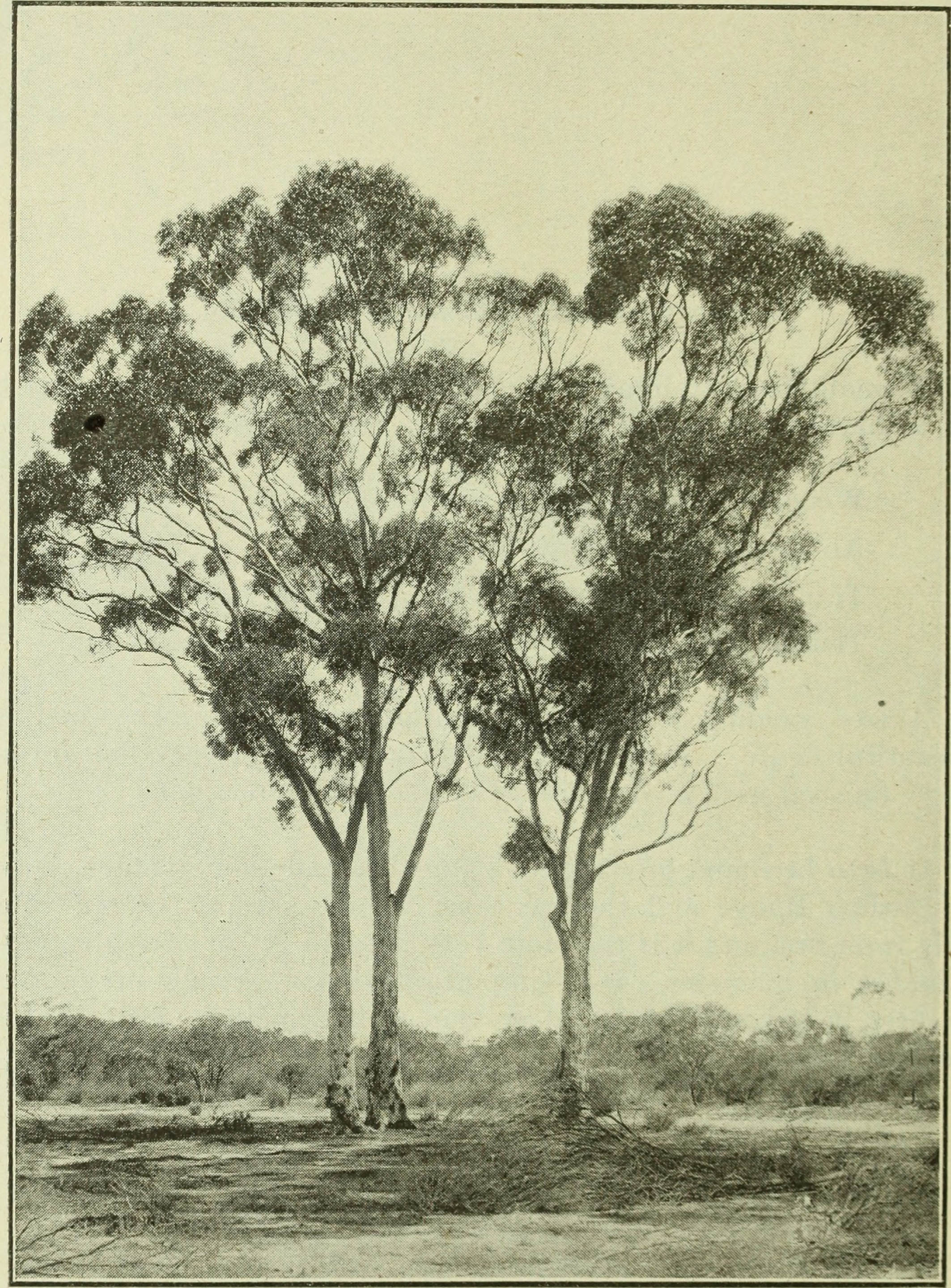
Árvores duplas exibindo hábitos, por volta de 1920.
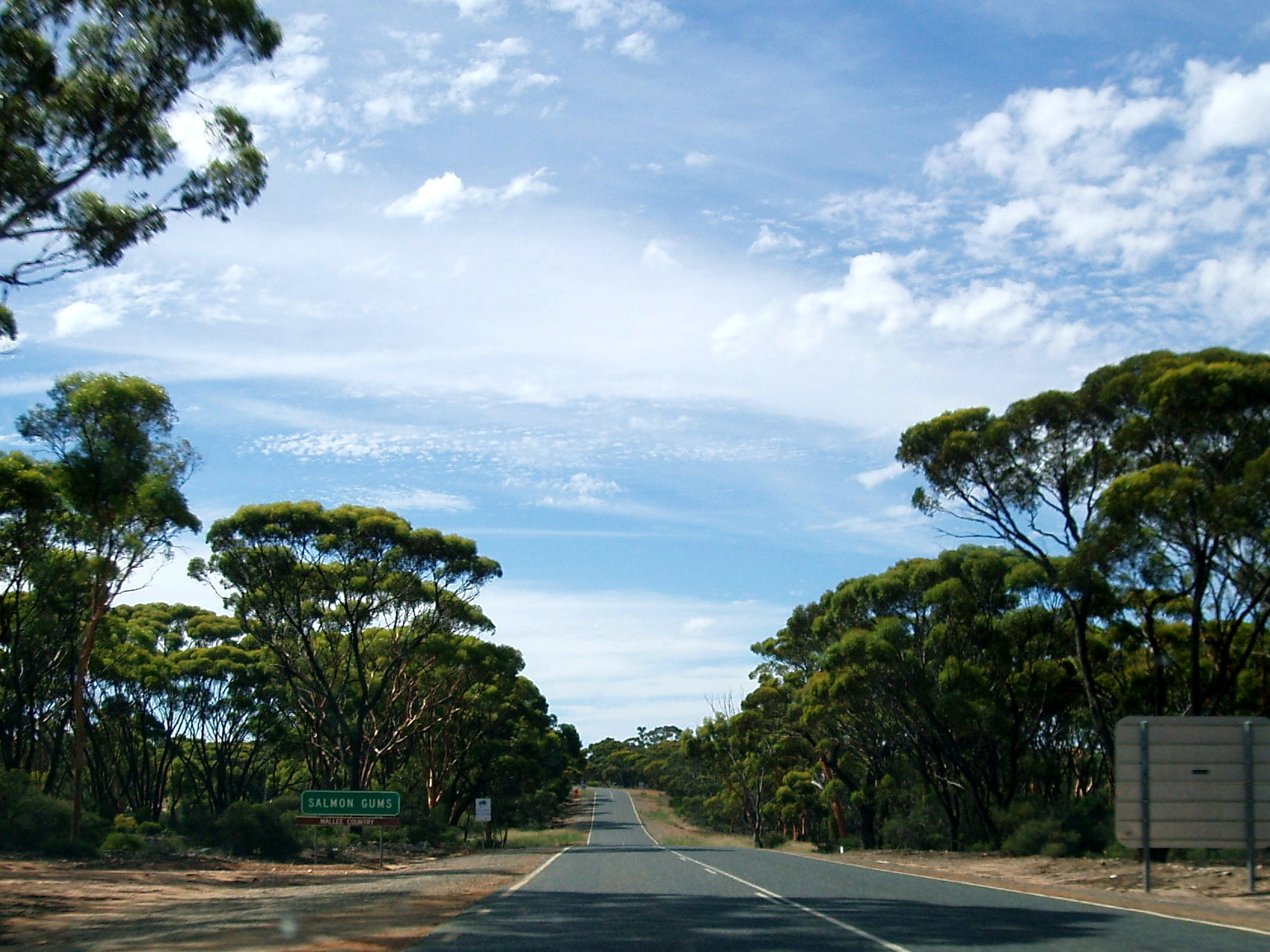
Eucalyptus salmonophloia na Austrália.